# Bernard Rapp
Pour les articles homonymes, voir Rapp.
Bernard Rapp est un journaliste, réalisateur de cinéma, écrivain et dialoguiste français, né le 17 février 1945 à Paris, où il est mort le 17 août 2006.
Il est devenu très connu en France en présentant le journal télévisé du soir (20 h) sur Antenne 2, pendant quatre ans, de 1983 à 1987. Sa carrière a ensuite évolué et, notamment, il a réalisé quatre longs métrages de cinéma et un téléfilm entre 1996 et 2004.

## Biographie

### Origines et formation
Bernard André Rapp naît le 17 février 1945 dans le 15e arrondissement de Paris,, de André Camille Simon Rapp et de Josette Thérèse Cuinier,. Son arrière grand-père était anglais.
Il est licencié en droit et diplômé de l'Institut français de presse.

### Carrière
Bernard Rapp commence sa carrière comme pigiste à Combat puis au Monde.
Embauché comme grand reporter à Antenne 2 en 1976 puis correspondant au Royaume-Uni de 1981 à 1983, il présente le journal télévisé de 20 heures sur Antenne 2 de 1983 à 1987 en alternance avec Christine Ockrent puis Claude Sérillon. Pendant presque toute cette période, ce JT réalise alors une audience supérieure à celle de TF1. Il est à l'origine d'une petite polémique en présentant, pour la première fois, le journal télévisé sans cravate le 18 mai 1986.
Passionné de cinéma, il écrit en 1985 le texte du premier film français OMNIMAX, L'Eau et les Hommes de Pierre Willemin.
À la télévision française, il est également le présentateur ou le directeur de plusieurs émissions culturelles ou littéraires : Édition spéciale (de 1987 à 1988), L'Assiette anglaise (le samedi à 13 h 20 de 1987 à 1989 sur Antenne 2), Caractères (de 1990 à 1992, sur Antenne 2 puis FR3), Tranche de Cake, My télé is rich, Jamais sans mon livre (de 1993 à 1994), Rapp Tout (1994), Un siècle d'écrivains (de 1995 à 2001, portrait de 260 auteurs qui ont marqué le XXe siècle, « sa fierté ») puis Héros vinaigrette (2001). À la radio, il anime l'émission Découvertes sur Europe 1 (en 1989) et Les mots pour le dire sur France Inter.
Après avoir quitté la télévision « où il compte peu d'amis », il se reconvertit dans le cinéma, où il réalise quatre longs métrages, de 1996 à 2004.
Avec Jean-Claude Lamy, il dirige la publication du Dictionnaire mondial des films, aux éditions Larousse.

### Vie privée
Bernard Rapp se marie à deux reprises, la première fois à Paris 16e le 3 octobre 1969 avec Marie Nanty, d'origine argentine, avec laquelle il a deux enfants : Joseph (né en 1971) et Louise (née en 1975)[réf. nécessaire]. Ils divorcent le 20 juin 1995. Il se remarie avec la productrice Gaëlle Bayssière le 24 avril 1996 à Sèvres, et le couple reste uni jusqu'à la mort du journaliste et cinéaste.

### Mort
Bernard Rapp meurt le 17 août 2006, dans le 14e arrondissement de Paris au 42 boulevard Jourdan (à l'institut mutualiste Montsouris), des suites d'un cancer du poumon. Son dernier domicile se situait à Ville-d'Avray.

## Filmographie

### Dialoguiste
- 1985 : L'Eau et les Hommes de Pierre Willemin

### Acteur
- 2002 : Les Feux de la rampe série télévisée de Philippe Azoulay avec Michel Galabru

### Réalisateur
- 1996 : Tiré à part (film)
- 2000 : Une affaire de goût
- 2000 : L'Héritière (téléfilm)
- 2003 : Pas si grave
- 2004 : Un petit jeu sans conséquence

### Producteur
- 2007 : Raymond, série télévisée d'animation réalisée par Stéphane Lezoray et Romain Gadiou

## Publications de Bernard Rapp
- Itinéraire Angleterre, Pays de Galles, Écosse
- Un inventaire à la Prévert consacré aux objets mythiques de l'Empire britannique, Quality, objets d'en face
- Dictionnaire mondial des films, éditions Larousse, sous la direction de Bernard Rapp et Jean-Claude Lamy (plusieurs éditions et révisions, la plus récente en 2005[11] avec 1 480 pages ; les 860 premières pages sont accessibles en ligne sur Gallica[11]).

## Distinctions
Bernard Rapp reçoit en 1987 le Sept d'or du meilleur présentateur de journal télévisé puis, en 1988, celui du meilleur journaliste à la télévision, enfin, en 1989, celui du meilleur magazine (information, société, culture) pour L'Assiette anglaise, diffusé de 1987 à 1989.
Son deuxième film, Une affaire de goût, a reçu en 2000 le grand prix du Festival du film policier de Cognac.

### Vidéo
- Extrait de L'Assiette anglaise ; Bernard Rapp interroge Arlette Laguiller (archive de l'INA).